# Diekhof
Diekhof är en ortsteil i kommunen Laage i Landkreis Rostock i förbundslandet Mecklenburg-Vorpommern i Tyskland. Diekhof var en kommun fram till 26 maj 2019 när den uppgick i Laage. Kommunen Diekhof hade 909 invånare 2019.